# Frignicourt
Frignicourt ist eine französische Gemeinde mit 1.751 Einwohnern (Stand: 1. Januar 2022) im Département Marne in der Region Grand Est. Sie gehört zum Arrondissement Vitry-le-François und zum Kanton Vitry-le-François-Champagne et Der. 

## Geographie
Frignicourt liegt an der Marne und am Canal entre Champagne et Bourgogne. Umgeben wird Frignicourt von den Nachbargemeinden Vitry-le-François im Norden, Marolles im Nordosten, Luxémont-et-Villotte im Osten, Bignicourt-sur-Marne im Süden und Südosten, Blaise-sous-Arzillières im Süden und Südwesten, Courdemanges und Huiron im Westen sowie Glannes und Blacy im Nordwesten.

## Bevölkerungsentwicklung
| Bevölkerungsentwicklung    | Bevölkerungsentwicklung | Bevölkerungsentwicklung | Bevölkerungsentwicklung | Bevölkerungsentwicklung | Bevölkerungsentwicklung | Bevölkerungsentwicklung | Bevölkerungsentwicklung | Bevölkerungsentwicklung |
| -------------------------- | ----------------------- | ----------------------- | ----------------------- | ----------------------- | ----------------------- | ----------------------- | ----------------------- | ----------------------- |
| Jahr                       | 1962                    | 1968                    | 1975                    | 1982                    | 1990                    | 1999                    | 2006                    | 2018                    |
| Einwohner                  | 1289                    | 1481                    | 1801                    | 1863                    | 1774                    | 1725                    | 1769                    | 1846                    |
| Quellen: Cassini und INSEE |                         |                         |                         |                         |                         |                         |                         |                         |

## Sehenswürdigkeiten

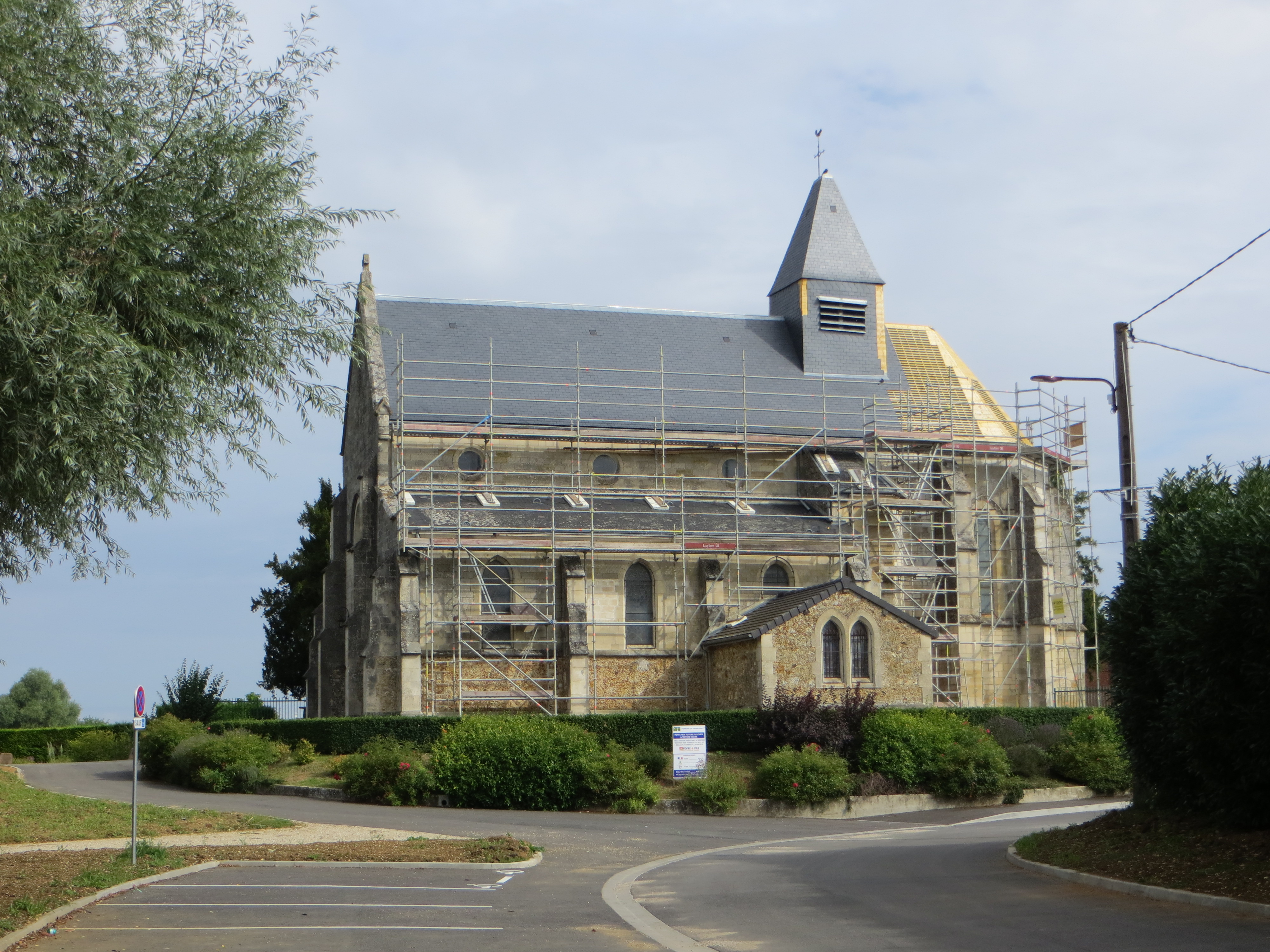
Kirche Saint-Louvent

- Kirche Saint-Louvent